# Spirobranchus gaymardi
Spirobranchus gaymardi är en ringmaskart som först beskrevs av Jean Louis Armand de Quatrefages de Bréau 1866.  Spirobranchus gaymardi ingår i släktet Spirobranchus och familjen Serpulidae. Inga underarter finns listade i Catalogue of Life.